# Отношения Азербайджана и Чечни
Отношения между Азербайджаном и одним из субъектов Российской Федерации — Чеченской Республикой, берут своё начало с периода после распада СССР, когда Азербайджан стал независимым государством, а Чечня де-факто вышла из под контроля России.

## История

### Азербайджан и Ичкерия: начальный этап
В марте 1992 года в результате государственного переворота был свергнут президент Азербайджана Аяз Муталибов. К власти в стране пришёл Народный фронт с её лидером Абульфазом Эльчибеем. Связи Азербайджана с чеченским движением в период правления Народного фронта носили очень тесный характер. В одном эксклюзивном интервью, данном в 2005 году, бывший президент Грузии Эдуард Шеварднадзе рассказал следующее:
После того, как Абульфаз Эльчибей стал президентом Азербайджана, для установления отношений я позвонил ему и предложил встретиться. Он мне сказал, что пока у него нет времени и когда понадобится мне дополнительно сообщит. Ровно через 6 месяцев после этого мы встретились в Баку. В начале разговора Эльчибей спросил у меня: «Хотите ли встретится с президентом Чечни Джохаром Дудаевым?». Я сказал, что пришёл в Баку для встречи с Эльчибеем, а не Дудаевым. Он сказал: «Этажом ниже Дудаев ждёт Вас, прошу вас встретитесь с ним». Это было в то время, когда чеченцы дрались в Абхазии против нас....

Мы с Эльчибеем спустились вниз. Я крепко поздоровался с Дудаевым по кавказскому обычаю. Он мне предложил создать антироссийский союз и выступить с заявлением по этому поводу. Я знал силу России и поэтому спокойно заявил, что Грузия не сможет вести против России. Дудаев послушал меня и сказал, что если я откажусь, то он обратится с подобной просьбой к Эльчибею. Уже не было темы для продолжения разговора и я вернулся на Родину. Затем об этом союзе я ничего не услышал.
В отношениях с Азербайджаном Дудаев также открыто использовал «лезгинскую карту». В одном из своих интервью он заявил, что если Азербайджан согласится подписать договор о военном сотрудничестве с Чечнёй, лезгинский вопрос не будет включён в «повестке дня», и таким образом он убедит лезгин сотрудничать как с Чечнёй, так и с Азербайджаном. Тем самым он дал понять, что если Баку не подпишет такой договор или если испортит отношения с Чечнёй, то он столкнётся с лезгинской проблемой.
В прессе писалось как об отправках добровольцев из Чечни в Азербайджан на карабахский фронт, так и из Азербайджана в Чечню. По крайне мере известно, что чеченский полевой командир Шамиль Басаев воевал в карабахской войне на стороне Азербайджана. Полковник азербайджанской армии Азер Рустамов рассказывал, что в период военных действий «в этих боях неоценимую помощь нам оказали около сотни чеченских добровольцев во главе с Шамилем Басаевым и Салманом Радуевым. Но и они из-за больших потерь вынуждены были покинуть поле боя и уйти». По утверждению бывшего начальника штаба союза армянских добровольцев «Еркрапа», ставшего позднее заместителем министра по чрезвычайным ситуациям Армении, генерал-майора Аствацатура Петросяна на стороне Азербайджана воевали порядка 400 чеченских боевиков под руководством Басаева и что «3-го июля 1992 года во время операции по освобождению села Кармраван 120 чеченских боевика попало в плен. Многие погибли. После чего Шамиль Басаев больше не вернулся в Карабах».
В феврале 1993 года в Лондоне были убиты советник президента Чеченской Республики Ичкерия по внешнеэкономическим вопросам Руслан Уциев и его брат Назарбек. По данным английского следствия убийцы действовали по заданию армянской разведкой. У братьев было задание чеченского правительства провести переговоры о печатании чеченских денег и паспортов, а также договориться о поставках 2 тысяч портативных ракет «Стингер» типа «земля — воздух» для Азербайджана.
Что касается роли Азербайджана в чеченском конфликте на первоначальном этапе, то на конференции глав государств стран Организации Исламская Конференция, прошедшей в 1993 году, была отвергнута предложенная Азербайджаном (президентом тогда был Абульфаз Эльчибей) и Саудовской Аравией резолюция о поддержке Чечни.

### В период Первой Чеченской кампании
Пришедший к власти в Азербайджане президент Гейдар Алиев, дабы не испортить свои отношения с Москвой, не стал открыто поддерживать чеченцев, хотя те могли спокойно чувствовать себя в безопасности на территории Азербайджана. Сам Алиев заявлял, что «Чечня — внутреннее дело России». 12 декабря 1994 года российская армия начала активные действия по «наведению конституционного порядка» в Чечне. Под предлогом предотвращения помощи Чечне 19 декабря правительство России приняло постановление № 1394 «О мерах по временному ограничению пересечения государственной границы РФ с Азербайджаном и Грузией». Российско-азербайджанская граница оказалась в одностороннем порядке закрыта; было приостановлено железнодорожное, морское и автомобильное сообщение. Азербайджанским судам запретили пользоваться Волгодонском каналом. Опасения российского руководства относительно двух своих южных соседей, в том числе Азербайджана, были не напрасны. Ещё в начале декабря того же года экс-министр внутренних дел Азербайджана и лидер партии «Боз Гурд» («Серые волки») Искандер Гамидов объявил о посылке 200 добровольцев из числа «Серых волков» в Чечню. Однако, его заместитель Мансур Мансуров опроверг данную информацию, отметив спорным сам факт участия азербайджанских наёмников в чеченском конфликте. Позже сообщалось, что с физулинского направления Карабахского фронта в Чечню была направлена группа афганских моджахедов численностью до 200 человек, один отряд из которых численностью 60 человек был переброшен ещё 20 ноября 1994 года спецрейсом из Гянджи в Грозный.
В январе 1995 года в Баку был открыт «Культурный центр Чеченской Республики Ичкерия», а в 1999 г. — офис полпреда (им являлся Зелимхан Яндарбиев) Ичкерии в мусульманских странах. В Азербайджане появились чеченские беженцы, численность которых к 2000 году достигла 10 тыс. человек. Глава внешней разведки Ичкерии Х. А. Нухаев в своё время дал следующую оценку: «Неоценимую помощь в размещении беженцев нам оказал Азербайджан». Чеченцы активно занимались бизнесом в Баку. Сам Нухаев активно работал в Баку, арендуя весь четвёртый этаж гостиницы «Апшерон», где располагалась возглавляемая им организация «Кавказский общий рынок».

### Вторая Чеченская кампания: перемена курса
С началом Второй Чеченской войны отношения между Баку и Грозным изменились. Этому способствовало и изменение формата азербайджано-российских отношений после прихода к власти в России Владимира Путина, с которым президент Гейдар Алиев смог разрешить ряд двусторонних проблем и установить тесные личные отношения, чего не было в период нахождения у власти Бориса Ельцина. Свою роль сыграли и межэтнические столкновение между выходцами из Чечни и азербайджанцами, произошедшие в 2000—2001 годах, а также события 11 сентября 2001 года в Нью-Йорке. По оценке политолога Расима Мусабекова: «своеобразным водоразделом стали взрывы осени 1999 года, когда чеченское сопротивление встало на путь терроризма. Общественность в Азербайджане не могла найти оправдание такого рода методам, которые и дискредитировали чеченское сопротивление». В 2001 года в результате совместно проведённой операции российских и азербайджанских спецслужб на территории Азербайджана были задержаны 3 чеченских полевых командира, выданные впоследствии российским властям. Начались паспортные проверки. Все эти шаги вызвали резкое недовольство чеченской стороны. В марте того же года группа чеченских беженцев обратилась с открытым письмом к президенту Гейдару Алиеву, под который подписалась и супруга Дудаева — Алла Дудаева как генеральный представитель Масхадова по особым поручениям. Авторы письма сетовали, что «чеченцам было бы не столь обидно, если бы хоть кто-нибудь из азербайджанских властей официально сказал, что их дальнейшее пребывание в Азербайджане невозможно. В этом случае чеченцы готовы выехать в другую страну или достойно принять смерть и пытки на территории вражеской России, лишь бы не терпеть оскорбления со стороны братского независимого Азербайджана». В мае президент Чеченской Республики Ичкерия Аслан Масхадов объявил, что Азербайджан «перестал быть дружественной для Ичкерии страной».

## Современное положение
В настоящее время между Азербайджаном и Чеченской Республикой как субъектом Российской Федерации налажены широкие связи. В ходе официального визита в Азербайджан главы Чечни Рамзана Кадырова 15 ноября 2012 года было подписано межправительственного соглашения о торгово-экономическом, научно-техническом и культурном сотрудничестве между Чеченской Республикой и Азербайджанской Республикой.